# サミュエル・テイラー・コールリッジ
サミュエル・テイラー・コールリッジ（Samuel Taylor Coleridge, 1772年10月21日 - 1834年7月25日）は、イギリスのロマン派詩人であり、批評家、哲学者である。ウィリアム・ワーズワースとの共著『抒情民謡集』を刊行し、イギリスのロマン主義運動の先駆けとなる。

## 生涯

### 生い立ち
イングランド南西部デヴォンシャー州オタリー・セント・メアリーに、教区牧師の父の13人兄弟の末子として生まれた。幼い頃から読書に親しみ、6歳の時から父が校長を務めるグラマースクールに通い、神童と呼ばれる。9歳の時に父が死去し、ロンドンのクライスツ・ホスピタルに入学、チャールズ・ラムと知り合い生涯の友となる。また在校時に新プラトン派などの哲学書に親んだ。
1791年に奨学金を受けてケンブリッジ大学ジーザス・カレッジに入学、ジョゼフ・プリーストリーなどの著作からユニテリアニズムに近づいた。借金と失恋のために、ロンドンに出て竜騎兵連隊に志願して入隊するが、ラテン語の落書きが元で除隊して4ヶ月後には大学に戻った。

### サスケハナ計画、『抒情民謡集』

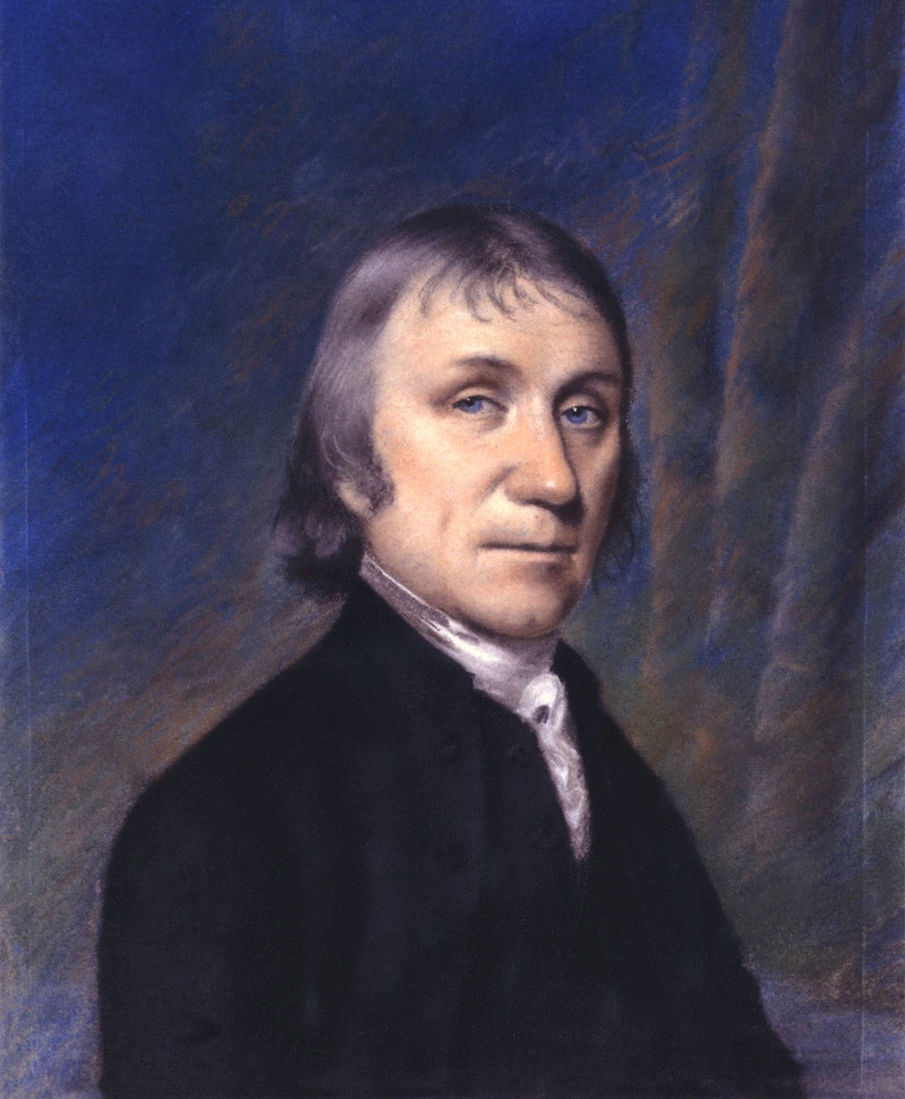
アメリカ移住した晩年のプリーストリー

1793年に『モーニング・クロニクル』誌に初めて詩が掲載される。1794年にウェールズに旅行し、途中立ち寄ったオックスフォードでロバート・サウジー、トマス・プールらと知り合い親しくなった。この頃はフランス革命に共鳴し、サウジーらとともにアメリカ大陸のサスケハナでの理想の平等社会「万民同権共同体（パンティソクラシー）」の建設を計画していた。既にアメリカに移住していたジョゼフ・プリーストリーから土地の斡旋を受けて、1795年に出航する予定だったが、資金不足で断念し、また考えの違いからサウジーとも別れる。資金集めの際に寄留したブリストルのフリッカー家の娘姉妹の一人、セアラ・フリッカーと婚約。フリッカーの娘姉妹とは仲間のうちコールリッジやサウジーら三名が結婚することになる。また、政治、宗教の面で急進的な思想を抱き、学位をとらず大学を去った。
1795年にセアラと結婚し、ブリストル近くのクリーヴドンに新居を構えた。結婚後、妻のセアラなどに語りかける形式の「会話詩」を創作するが、やがて収入不足に陥り、政治宗教の週刊誌『見張り人』（The Watchman）を発行するも、読者が付かず10号で廃刊し、家庭教師やドイツ文学の翻訳などで生計を立てる。1797年に、トマス・プールを頼って住んでいたネザー・ストーウェイの住居をワーズワース兄妹が訪れ、意気投合して合作詩集を作ることになり、『老水夫行』を巻頭に1798年『抒情民謡集』（Lyrical Ballads）を刊行し、イギリス・ロマン主義の詩人として名声を得る。
1798年にウェッジウッド兄弟から研究助成金の申し出を受け、ワーズワースとともにドイツ留学に発つ。翌年からゲッティンゲンの大学に籍を置き、7月に帰国。1800年に『クリスタベル姫第2部』を書き上げたが、ワーズワースから『抒情民謡集』第2版への掲載を拒否され、詩作への意欲が減退。また、持病のリウマチ熱の痛み止めのために使っていた阿片製剤（ラウダナム）への依存が増し始める。しかし有名な幻想詩「クブラ・カーン」はその陶酔の中で書かれたといわれている。

### マルタ島からハイゲイト時代
やがて阿片の中毒症状が出始め、転地療養のため1804年から1年半、マルタ島の総督書記の職を得て、一時は健康を取り戻すが再度悪化し、イタリアを渡り歩いた末に1806年にロンドンに戻る。残して来た妻との関係も悪化し、所持金も使い果たし、1808年には王立協会から詩の理論についての連続講演を依頼されるが、体調のために半年で打切りとなる。知人に頼った生活の後、1811年からシェークスピアについて17回の講演、1812年に演劇論の講演、翌年にかけて12回の「文学芸術論」講演を行い、続いて自身の演劇論を具体化した「悔恨(Remorse, a Tragedy in Five Acts)」をDruly Lane劇場で上演し、連続28日の当たりをとった。
阿片中毒が進行する中、友人のジェイムズ・ギルマン医師の家で介護されながら、1816年に『クリスタベル、クーブラ・カーン（幻想）、眠りの苦痛(Christabel, Kubla Khan: a Vision, The Pains of Sleep)』の三編を刊行、及び社会・文化評論『政治家の聖典』、1817年に詩集『シビルの詩編』及び『文学的自伝』を出版、また講演活動も継続する。1823年にギルマン一家とともにハイゲイトに引っ越し「ハイゲイトの賢者」と呼ばれ、友人や妻娘の他に多くの名士達もここに訪れた。1828年に全集（全3巻）を刊行。1834年に没し、ハイゲイト墓地に埋葬された。

## 文学作品と評価

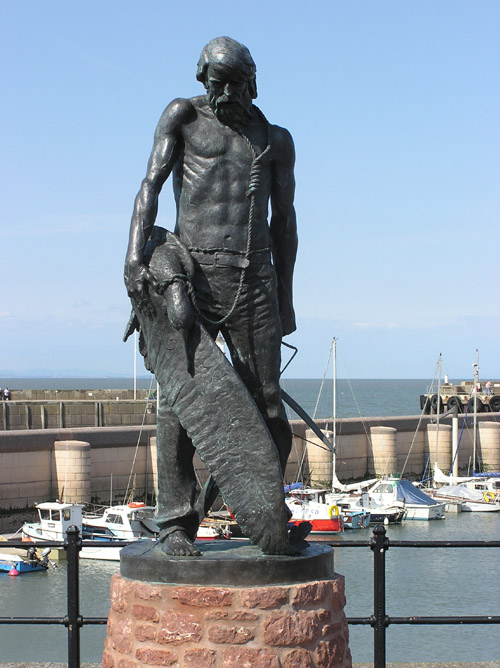
コールリッジを記念してサマセットに作られた老水夫の像

コールリッジは幻想的な作風で知られ、無意識からわき起こって来るイメージを言葉に直したような、神秘的で怪奇な三大幻想詩『クーブラ・カーン（Kubla Khan:Or, a Vision of Dream - A Fragment）』、『老水夫行(The Rime of the Ancient Mariner)』、『クリスタベル姫(Christabel)』等で知られる。

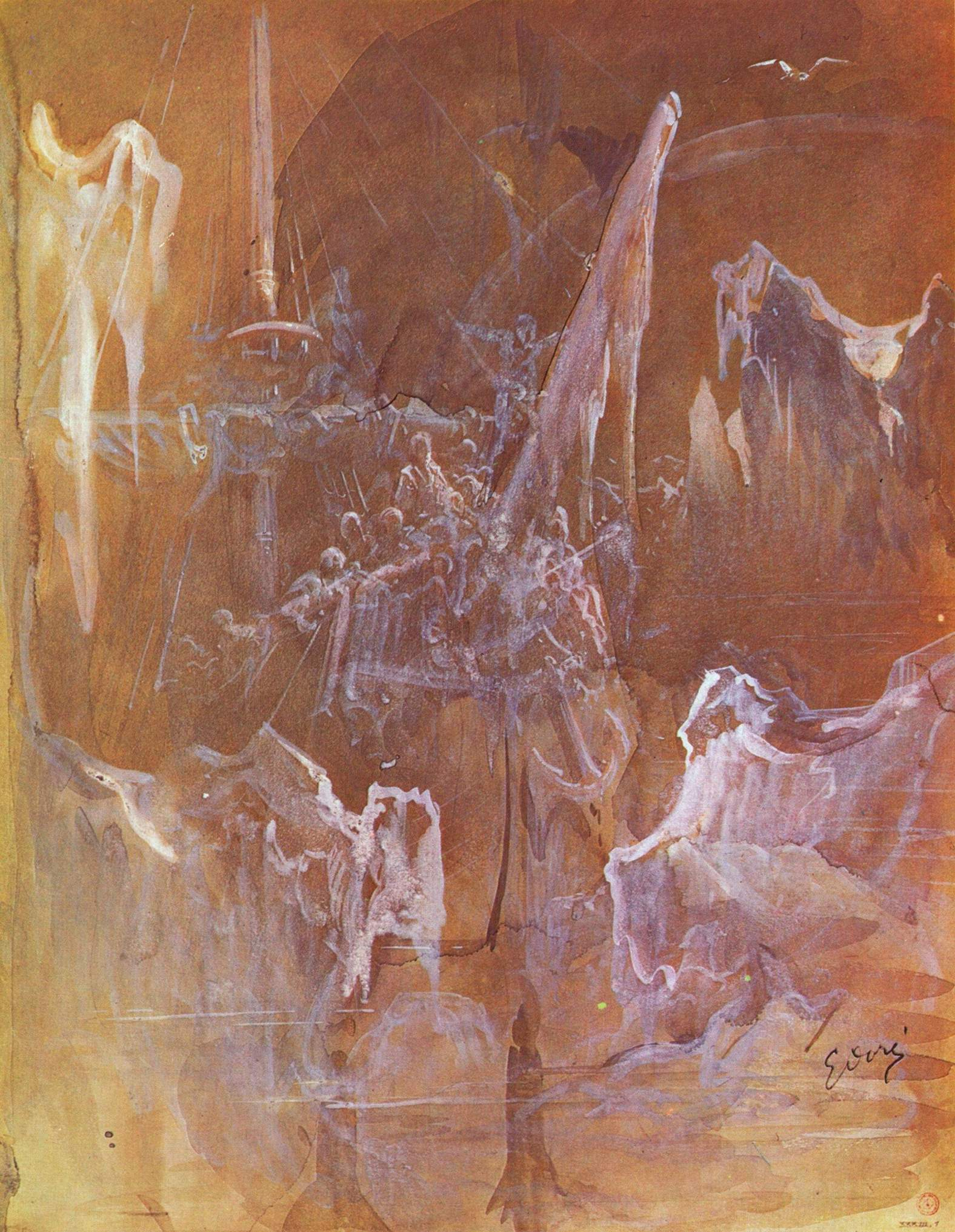
ギュスターヴ・ドレ「二つの氷山に挟まれた船」(1874年)

『老水夫行』は、老水夫の宗教的な精神史を語ったもので、抑揚格四律と抑揚格三律を隔行に配し、四行一聯の偶数行末に押韻する民謡調の押韻だが、さらに頭韻や行間韻などの音楽的技法を用いるなど単調さを感じさせない技巧が凝らされ、遠い彼方の世界を迫真的な想像力で描いている。
コールリッジの友人で、会話詩「小夜啼鳥（ナイチンゲール）(The Nightingale)」に登場する城の管理人の子であるジョン・クルックシャンクが骸骨船の夢を見たという話がきっかけで書かれたもので、老船乗りの眼光の描写には、当時流行のメスメリズムの影響が現れている。またギュスターヴ・ドレの絵画「二つの氷山に挟まれた船」は、ここに登場する腐りゆく海のイメージに触発されて描かれた。
1797年に書かれた『クーブラ・カーン』の前書きでは、滞在していたエクスムーア高原近くの農家で、サミュエル・パーチャスの旅行記を読みかけたまま眠り込んだ、麻薬の吸引によって生じた陶酔状態のなかで見た幻覚を目覚めてから急いで文章にしたものであるが、途中で用事で席を立った後続きを書こうとして、内容をもはや思い出せなかったとある。しかし精密に分析すると幻覚的イメージの単なるメモではなく、首尾一貫した構成と構想を備えており、最終行に至って詩は完成しているので、敢えて虚言を弄しているか、自身も詩作の過程について、錯覚を抱いたのかも知れない。ここで描かれるクビライ・ハンが造営した都、上都のことである「ザナドゥ」Xanaduは、その後幻想的な楽園の代名詞として広く使われるようになった。またこの詩が発表された1816年の20年後にパリで公刊されたラシード・ウッディーンの『世界総合史』には、クビライは夢に見た設計に従って造営を行なったとの記述があり、これをホルヘ・ルイス・ボルヘスは、クビライとコールリッジに同じ夢を見させたのは、アルフレッド・ノース・ホワイトヘッドの言う「永遠的客体」の現れかもしれないと示唆した。

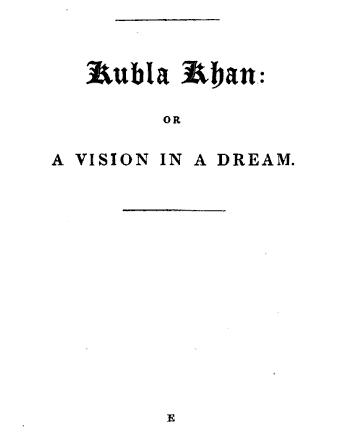
『クーブラ・カーン』1816年出版時の表紙

『クリスタベル姫』は、1798年に第一部、1800年に第二部が執筆されたが、1816年に出版された。この詩は各行で音節数ではなく、強勢の音節4つを含むという新しい韻律を用い、「老水夫行」と同様に「思想を映像化する心眼、すなわち非凡の想像力」が特徴とされ。刊行される前にこの原稿を見たスコットの『最後の吟遊詩人の歌』や、バイロンがこの技法を取り入れた詩を発表した。1816年にバイロン、シェリーらがスイスのディオダティ荘に集まり、ある夜怪談話をしていた時に、バイロンが『クリスタベル姫』を朗読し始めるとシェリーが急に幻影を見て錯乱状態になり、その後に各人が怪談を書こうという相談になってジョン・ポリドリが『吸血鬼』、メアリ・ゴドウィン（後のシェリー夫人）が『フランケンシュタイン』を書いたとポリドリが記している。
ドイツ留学中に幼い次男が死去し、長期に不在であったコールリッジと妻との関係は悪化した。帰国後の1798年にワーズワースの招きでノース・ヨークシャー州のハッチンソン家に逗留し、その家の次女セアラ（妻セアラと同名。後にワーズワースの妻となるメアリーの妹）に親しくなり、その心情を謳った恋愛詩は、綴りを変えた「アスラ詩編」として「恋」（1799年）、「恋の形見」（1802年）などが残されている。
批評家としては『文学的自伝』にてロマン主義の理念を理論化し、「想像力」を定義づけた。

## 思想的業績
ドイツ留学時に観念論を学び、イギリス功利主義と対立した思想を展開した。カントの思想について『文学的自叙伝』にて独自に自説を展開し、エマーソンの超越主義に影響を与え、またこれについてのヴァーモント大学のジェイムズ・マーシュの研究は、デューイのプラグマティズムを生むことになり、またエドガー・アラン・ポーの創作理論に影響を与えたと指摘されている。
出版物として聖書の象徴論による文化論『政治家宝鑑』（The Statement Manual, 1816）、ロマン主義経済学と国家論を述べる『省察の助け』（Aids to Reflection, 1825）、広教会派運動を述べる『教会と国家の構成原理』（On the Constitution of the Church and State, 1829）がある。
1817年にレスト・フェンナー社から百科全書編纂の依頼があり、ロマン派時代の思想と自身の哲学を根幹とする編纂方針を立て『エンサイクロペディア・メトロポリターナ（Encyclopaedia Metropolitana）』と名付け、従来のアルファベット順で無い大項目ごとの構成として＜方法＞の項は自ら執筆した。8年間の準備期間を置く予定だったが、出版社は原稿が集まった部分から出版を始めてしまい、5分冊が刊行された時点で倒産してしまった。また原稿が『ロンドン・エンサイクロペディア』に転用されて訴訟にもなった。その後チャールズ・グリフィン社が引き継いで、死後の1949年に全40巻の改訂版が出版された。
またイギリスを代表する保守主義の論客の1人だった。彼は「人間は物ではありません。それ相応の水準を見出しません。肉体においても、魂においても、人間が、自分にそれ相応の水準を見つけると言う事は無いのです。」と新古典派経済学の事を「営利精神」と激しく批判し、新古典派経済学は過度な自由主義や拝金主義的な傾向のあるものとして、それに追随し支持する学者や知識人及び市場を批判した。

## 日本語訳文献
- 『文学的自叙伝 文学者としての我が人生と意見の伝記的素描』 東京コウルリッジ研究会訳、法政大学出版局〈叢書・ウニベルシタス〉、2013年
- 『方法の原理 知識の統合を求めて』 小黒和子編訳、法政大学出版局〈叢書・ウニベルシタス〉、2004年
- 『対訳 コウルリッジ詩集』 上島建吉編訳、岩波文庫〈イギリス詩人選〉、2002年
- 『文学評伝』 桂田利吉訳[8]、法政大学出版局〈りぶらりあ選書〉（新版）
- 『コールリッジ談話集』 野上憲男訳、旺史社、2001年